# WxPython
wxPython은 크로스 플랫폼 GUI API(흔히 툴킷으로 부름)인 wxWidgets(C++로 작성)를 파이썬 프로그래밍 언어 환경에서 이용하기 위한 래퍼(wrapper)이다. 파이썬과 묶여 있는 트킨터를 대체하는 것들 가운데 하나이다. 파이썬 확장 모듈 (네이티브 코드)로 추가되었다. 이 밖의 다른 대체물로는 PyGTK, PyQt가 있다. wxWidgets과 같이 wxPython은 자유 소프트웨어이다.

## 라이선스
래퍼로서 wxPython은 wxWidgets에 쓰이는 동일한 자유 소프트웨어 라이선스를 이용한다. 이 라이선스는 자유 소프트웨어 재단과 오픈 소스 이니셔티브에 승인되어 있다.

## 예
Hello world 모듈의 간단한 예로, wxPython에 두 개의 주요 오브젝트(주가 되는 창 객체와 응용 프로그램 객체)를 만드는 것을 기술하고 있다. MainLoop()를 호출하여 프로그램의 사용자 상호 작용 부분을 관리하는 이벤트 시스템에 제어권을 넘긴다.
```
#!/usr/bin/env python

import
 
wx

class
 
TestFrame
(
wx
.
Frame
):

    
def
 
__init__
(
self
,
 
parent
,
 
title
):

        
wx
.
Frame
.
__init__
(
self
,
 
parent
,
 
title
=
title
)

        
text
 
=
 
wx
.
StaticText
(
self
,
 
label
=
"Hello, World!"
)

app
 
=
 
wx
.
App
(
redirect
=
False
)

frame
 
=
 
TestFrame
(
None
,
 
"Hello, world!"
)

frame
.
Show
()

app
.
MainLoop
()

```

## wxPython으로 개발된 응용 프로그램
- 비트토렌트
- 챈들러
- 드롭박스
- Phatch
- TaskCoach
- Editra
- Ulipad
- Whyteboard
- Wrye Bash 보관됨 2010-08-19 - 웨이백 머신

## 같이 보기
- wxGlade: 파이썬 코드를 만드는 wxWidgets용 GUI 디자이너